# Resolució 706 del Consell de Seguretat de les Nacions Unides
La Resolució 706 del Consell de Seguretat de les Nacions Unides va decidir un mecanisme per permetre a l'Iraq vendre petroli a canvi d'ajuda humanitària dels Estats membres. El Consell, en virtut del Capítol VII de la Carta de les Nacions Unides, va aprovar la resolució el 15 d'agost de 1991, després de recordar les resolucions 661 (1990), 686 (1991), 687 (1991), 688 (1991) 692 (1991), 699 (1991) i 705 (1991). Les disposicions de la Resolució 706 van funcionar de manera similar a la que posteriorment es va implementar en el Programa petroli per aliments segons la resolució 986 en 1995.
La resolució, copatrocinada pels Estats Units, va determinar que l'Iraq podria vendre fins a 1,6 mil milions $ USA després de l'aprovació de cada venda pel Comitè del Consell de Seguretat establert en la Resolució 661 (1990). També va decidir que part del producte obtingut per la venda del petroli s'utilitzaria per als pagaments a la Comissió de Compensació de les Nacions Unides per ajudar a compensar Kuwait després de la invasió iraquiana.
El Consell va demanar al Secretari General de les Nacions Unides, en consulta amb el Comitè Internacional de la Creu Roja, que informés en un termini de 20 dies sobre l'aplicació de la Resolució 687 sobre la repatriació de kuwaitians i estrangers o les seves restes presents a l'Iraq. També va demanar a Iraq informes mensuals sobre les reserves d'or i moneda estrangera que tenien en el país o en altres llocs.
L'Iraq es va negar a vendre el petroli d'acord amb aquesta resolució, al·legant que era una violació de la seva sobirania i que imposava una "tutela" a la seva població.
La resolució 706 va ser aprovada per 13 vots a favor, contra el de Cuba i una abstenció del Iemen.